# 2023 год
2023 (две ты́сячи два́дцать тре́тий) год  по григорианскому календарю — невисокосный год, начинающийся в воскресенье. Это 2023 год нашей эры, 3‑й год 3‑го десятилетия XXI века 3‑го тысячелетия, 4‑й год 2020‑х годов. Он закончился 2 года назад.
| Пн | Вт | Ср | Чт | Пт | Сб | Вс |
|    |    |    |    |    |    | 1  |
| 2  | 3  | 4  | 5  | 6  | 7  | 8  |
| 9  | 10 | 11 | 12 | 13 | 14 | 15 |
| 16 | 17 | 18 | 19 | 20 | 21 | 22 |
| 23 | 24 | 25 | 26 | 27 | 28 | 29 |
| 30 | 31 |    |    |    |    |    |

| Пн | Вт | Ср | Чт | Пт | Сб | Вс |
|    |    | 1  | 2  | 3  | 4  | 5  |
| 6  | 7  | 8  | 9  | 10 | 11 | 12 |
| 13 | 14 | 15 | 16 | 17 | 18 | 19 |
| 20 | 21 | 22 | 23 | 24 | 25 | 26 |
| 27 | 28 |    |    |    |    |    |

| Пн | Вт | Ср | Чт | Пт | Сб | Вс |
|    |    | 1  | 2  | 3  | 4  | 5  |
| 6  | 7  | 8  | 9  | 10 | 11 | 12 |
| 13 | 14 | 15 | 16 | 17 | 18 | 19 |
| 20 | 21 | 22 | 23 | 24 | 25 | 26 |
| 27 | 28 | 29 | 30 | 31 |    |    |

| Пн | Вт | Ср | Чт | Пт | Сб | Вс |
|    |    |    |    |    | 1  | 2  |
| 3  | 4  | 5  | 6  | 7  | 8  | 9  |
| 10 | 11 | 12 | 13 | 14 | 15 | 16 |
| 17 | 18 | 19 | 20 | 21 | 22 | 23 |
| 24 | 25 | 26 | 27 | 28 | 29 | 30 |

| Пн | Вт | Ср | Чт | Пт | Сб | Вс |
| 1  | 2  | 3  | 4  | 5  | 6  | 7  |
| 8  | 9  | 10 | 11 | 12 | 13 | 14 |
| 15 | 16 | 17 | 18 | 19 | 20 | 21 |
| 22 | 23 | 24 | 25 | 26 | 27 | 28 |
| 29 | 30 | 31 |    |    |    |    |

| Пн | Вт | Ср | Чт | Пт | Сб | Вс |
|    |    |    | 1  | 2  | 3  | 4  |
| 5  | 6  | 7  | 8  | 9  | 10 | 11 |
| 12 | 13 | 14 | 15 | 16 | 17 | 18 |
| 19 | 20 | 21 | 22 | 23 | 24 | 25 |
| 26 | 27 | 28 | 29 | 30 |    |    |

| Пн | Вт | Ср | Чт | Пт | Сб | Вс |
|    |    |    |    |    | 1  | 2  |
| 3  | 4  | 5  | 6  | 7  | 8  | 9  |
| 10 | 11 | 12 | 13 | 14 | 15 | 16 |
| 17 | 18 | 19 | 20 | 21 | 22 | 23 |
| 24 | 25 | 26 | 27 | 28 | 29 | 30 |
| 31 |    |    |    |    |    |    |

| Пн | Вт | Ср | Чт | Пт | Сб | Вс |
|    | 1  | 2  | 3  | 4  | 5  | 6  |
| 7  | 8  | 9  | 10 | 11 | 12 | 13 |
| 14 | 15 | 16 | 17 | 18 | 19 | 20 |
| 21 | 22 | 23 | 24 | 25 | 26 | 27 |
| 28 | 29 | 30 | 31 |    |    |    |

| Пн | Вт | Ср | Чт | Пт | Сб | Вс |
|    |    |    |    | 1  | 2  | 3  |
| 4  | 5  | 6  | 7  | 8  | 9  | 10 |
| 11 | 12 | 13 | 14 | 15 | 16 | 17 |
| 18 | 19 | 20 | 21 | 22 | 23 | 24 |
| 25 | 26 | 27 | 28 | 29 | 30 |    |

| Пн | Вт | Ср | Чт | Пт | Сб | Вс |
|    |    |    |    |    |    | 1  |
| 2  | 3  | 4  | 5  | 6  | 7  | 8  |
| 9  | 10 | 11 | 12 | 13 | 14 | 15 |
| 16 | 17 | 18 | 19 | 20 | 21 | 22 |
| 23 | 24 | 25 | 26 | 27 | 28 | 29 |
| 30 | 31 |    |    |    |    |    |

| Пн | Вт | Ср | Чт | Пт | Сб | Вс |
|    |    | 1  | 2  | 3  | 4  | 5  |
| 6  | 7  | 8  | 9  | 10 | 11 | 12 |
| 13 | 14 | 15 | 16 | 17 | 18 | 19 |
| 20 | 21 | 22 | 23 | 24 | 25 | 26 |
| 27 | 28 | 29 | 30 |    |    |    |

| Пн | Вт | Ср | Чт | Пт | Сб | Вс |
|    |    |    |    | 1  | 2  | 3  |
| 4  | 5  | 6  | 7  | 8  | 9  | 10 |
| 11 | 12 | 13 | 14 | 15 | 16 | 17 |
| 18 | 19 | 20 | 21 | 22 | 23 | 24 |
| 25 | 26 | 27 | 28 | 29 | 30 | 31 |

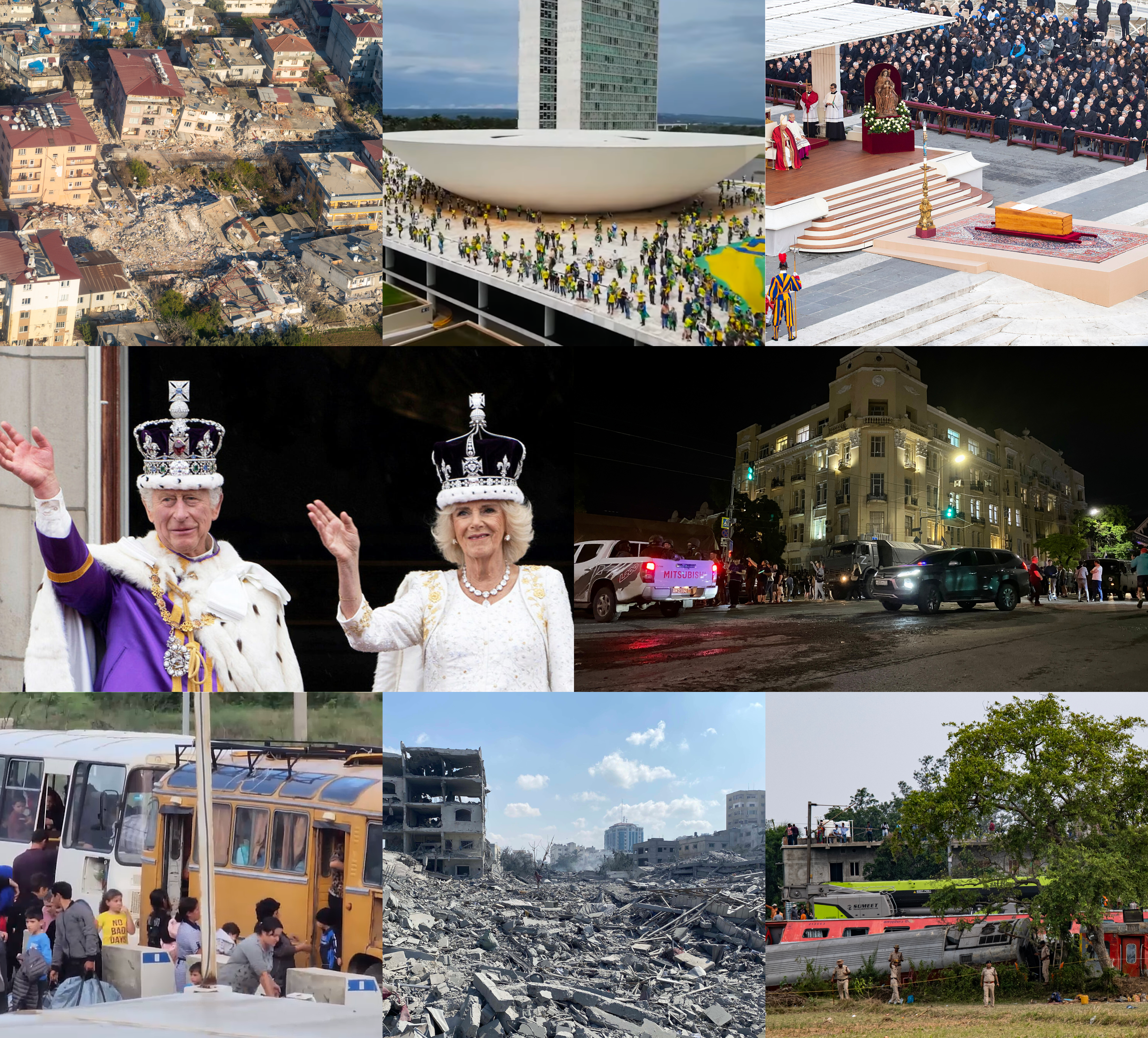
По часовой стрелке сверху слева: разрушенные здания в турецкой провинции Хатай после землетрясения в Турции, разрушенные машины на юге Хартума, Судан, в ходе битвы за Хартум на фоне гражданской войны в Судане, похороны Бенедикта XVI, здание штаба МО в Ростове-на-Дону во время мятежа ЧВК «Вагнер», столкновение трёх поездов в индийском штате Одиша, разрушения после авиаудара Израиля по району Эль-Ремаль в городе Газа, Этнические армяне из Арцаха эвакуируются из Нагорного Карабаха после военного наступления Азербайджана, коронация Карла III и Камиллы

2023 год стал самым тёплым за весь предшествующий период метеонаблюдений в мире, перекрыв предыдущий рекорд 2016 года с большим отрывом.

## События
- Год мира и созидания в Беларуси[2].
- Год педагога и наставника в России[3].
- Год русского языка в странах СНГ[4].
- Год российско-китайского сотрудничества в области физической культуры и спорта[5].

### Январь
- 1 января:

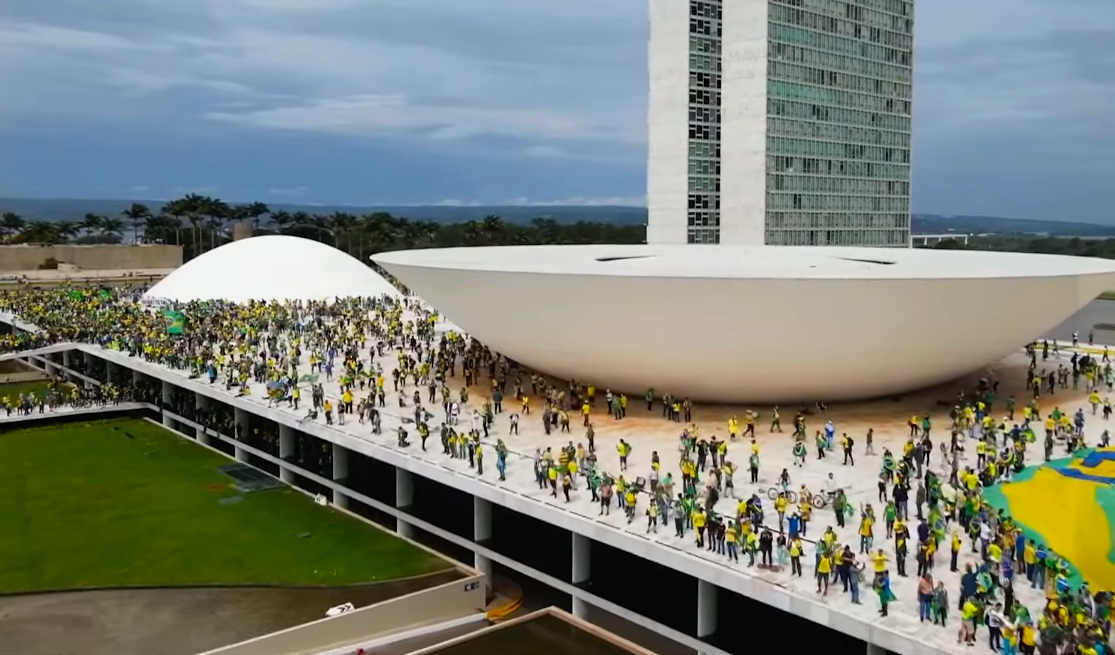
Сторонники бывшего президента Бразилии Жаира Болсонару штурмуют Национальный конгресс

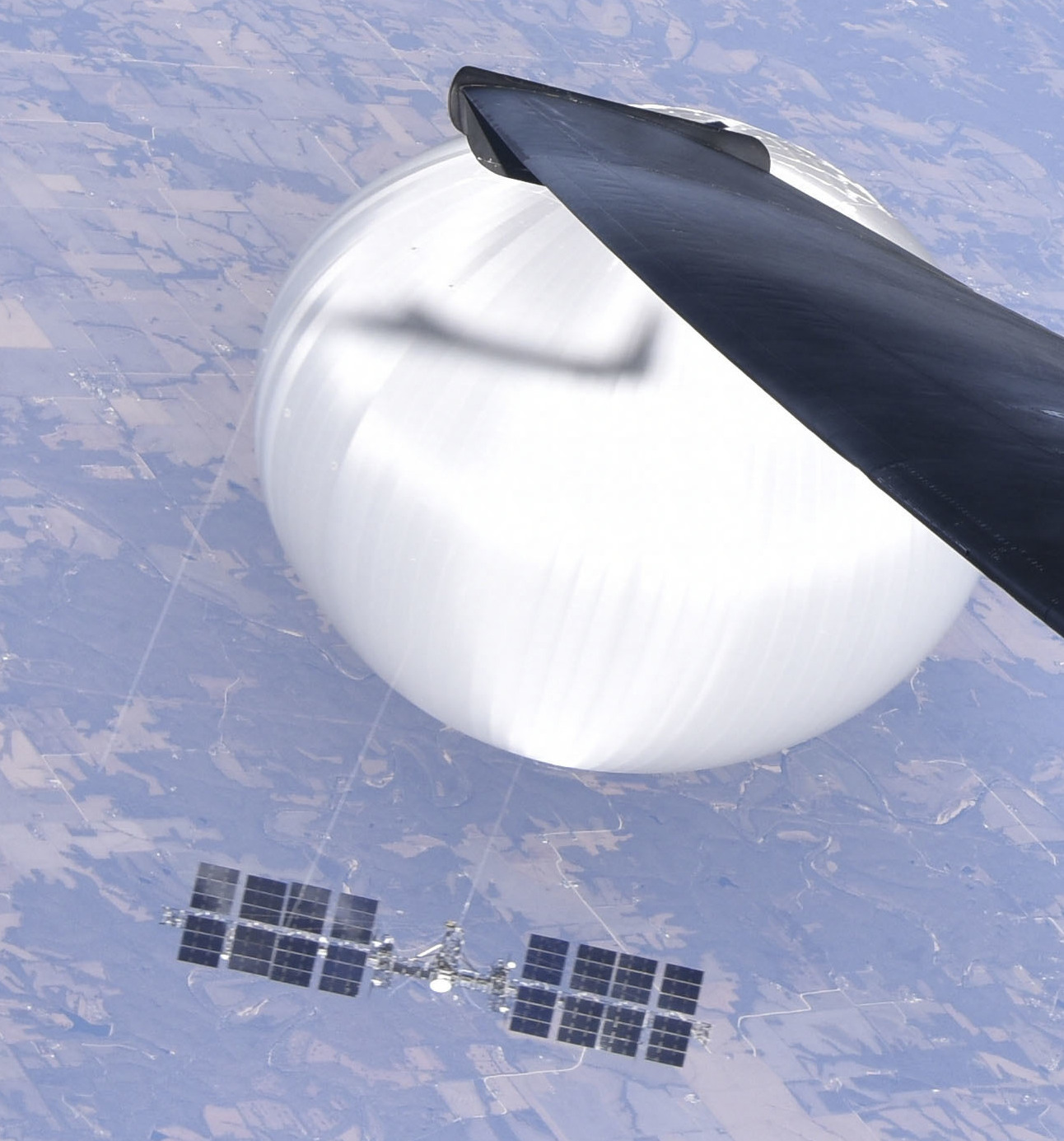
Китайский аэростат над центральной частью США, наблюдаемый с американского самолёта-разведчика Lockheed U-2, 3 февраля 2023

  - Вступление Хорватии в Шенгенскую зону[6] и её переход на евро, став 20-м членом Еврозоны[7].
  - Вступление Луиса Инасиу Лулы да Силвы в должность президента Бразилии[8].
  - В Казахстане вместо Конституционного совета был восстановлен Конституционный суд, упразднённый в 1995 году[9].
- 6 января — Кевин Маккарти избран спикером Палаты представителей США[10].
- 8 января — штурм сторонниками бывшего президента Бразилии Жаира Болсонару зданий Национального конгресса, Федерального верховного суда и президентского дворца Планалту[11].
- 10 января — остановка платной поддержки ОС «Windows 7» и Windows Server 2008/R2, также прекращение расширенной поддержки «Windows 8.1» и «Windows RT» компанией Microsoft[12].
- 13 января — вторжение России на Украину: бои за Соледар завершились оккупацией города Россией[13].
- 13—14 января — проведение первого тура президентских выборов в Чехии[14].
- 14 января — в результате попавшей в жилой дом ракеты после ракетного удара в Днепре погибли не менее 46 человек, более 80 ранены[15].
- 15 января — самолёт ATR 72 разбился при заходе на посадку в Покхаре (Непал). Погибли все 72 человека на борту[16].
- 17 января:
  - В Нагорном Карабахе была введена талонная система[17].
  - Президент Вьетнама Нгуен Суан Фук объявил о своей отставке[18]. Обязанности президента стала исполнять Во Тхи Ань Суан[19].
- 18 января — в результате крушения вертолёта Super Puma в Броварах погибли 14 человек, руководство МВД Украины и 4 человек на земле, 25 ранены[20].
- 19 января:
  - Президент Казахстана Касым-Жомарт Токаев распустил нижнюю палату Парламента и назначил досрочные парламентские выборы на 19 марта 2023 года[21].
  - Начало протестов против пенсионной реформы во Франции[22].
- 21 января — стрельба в Монтерей-Парке (США). Погибли 10 человек, ещё 10 получили ранения[23].
- 25 января — в России ликвидирована старейшая правозащитная организация Московская Хельсинкская группа[24].
- 27—28 января — проведение второго тура президентских выборов в Чехии[25]. Избрание независимого кандидата, генерала армии в отставке Петра Павела[26].
- 29 января — атака беспилотников на стратегические объекты Ирана[27].
- 30 января — теракт в Пешаваре, совершённый террористом-смертником. Погибло 84 человека, ранено более 200 человек[28][29].

### Февраль
- 1—11 февраля — Клубный чемпионат мира по футболу 2022 в Марокко[30].
- 2—4 февраля — инцидент с китайским аэростатом[31][32][33].
- 6 февраля:
  - В Татарстане должность президента была переименована в глава республики — раис. Таким образом, Татарстан стал последней республикой в России, где была ликвидирована президентская должность[34].
  - Мощное землетрясение в Турции, Сирии, Ливане, сильные и слабые землетрясения в других странах в разных частях света[35]. Погибло более 52 000 человек, более 122 000 человек получили ранения различной тяжести[36].
- 9 февраля — взрыв газа в жилом доме на улице Линейной в Новосибирске. Погибли 15 человек[37].
- 15 февраля — экс-президент Казахстана Нурсултан Назарбаев лишён всех привилегий и статуса лидера нации («елбасы»)[38].Разрушенный город Кахраманмараш после землетрясения

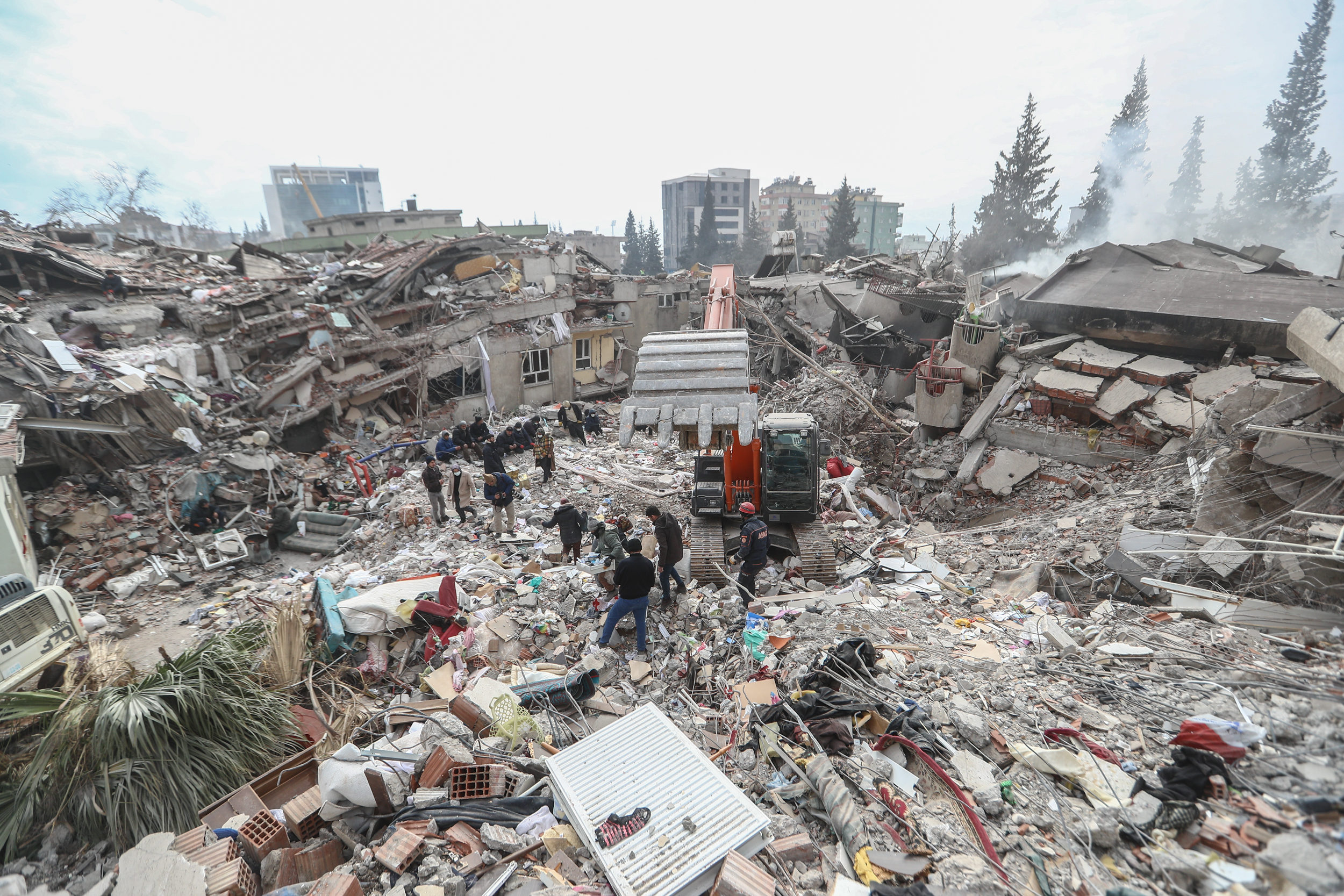
Разрушенный город Кахраманмараш после землетрясения

- 17—19 февраля — 59-я Мюнхенская конференция по безопасности[39][40].
- 21 февраля — Россия приостанавливает участие в Договоре о стратегических наступательных вооружениях (СНВ-III)[41].
- 25 февраля — парламентские и президентские выборы в Нигерии[42].
- 26 февраля — крушение лодки с мигрантами в Калабрии[43]. В результате крушения погибли не менее 94 человек[44].
- 28 февраля — на Кипре вступил в должность президента Никос Христодулидис[45].

### Март
- 1 марта:
  - В России вступили в силу правила эвакуации при ЧС[46].
  - Полный запуск московской Большой кольцевой линии метрополитена[47].
  - Столкновение поездов в Греции. Погибли 57 человек[48].
- 2 марта:
  - Парламент Вьетнама избрал президентом страны Во Ван Тхыонга[49].
  - Рейд Русского добровольческого корпуса на сёла Сушаны и Любечане в Брянской области[50][51].
- 3 марта — столицей оккупированной Россией части Запорожской области официально стал Мелитополь[52].
- 5 марта — парламентские выборы в Эстонии. Победу одержала правящая либеральная Партия реформ[53].
- 7 марта — в Тбилиси и по всей Грузии прошли акции протеста против закона об иноагентах[54].
- 9 марта:
  - Стрельба в центре Свидетелей Иеговы в Гамбурге. Погибло 8 человек[55].
  - В Чехии вступил в должность президента Петр Павел[56].
- 10 марта:
  - В Китае переизбрали Си Цзиньпина[57].
  - Саудовская Аравия и Иран восстановили дипломатические отношения[58].
- 11 марта — в Китае избрали нового премьер-министра Ли Цян[59].
- 14 марта — инцидент с американским беспилотником над Чёрным морем[60][61].
- 16 марта — парламент Молдовы принял закон об изменении названия государственного языка Молдовы с молдавского на румынский язык[62].
- 18 марта — в Беларуси создана правящая партия Белая Русь[63].
- 19 марта — проведение досрочных парламентских выборов в Казахстане[21]. Победу одержала партия Аманат[64][65][66].
- 28 марта — Парад планет: пять планет выстроились в ровную линию[67].
- 30 марта:
  - Арест американского журналиста Эвана Гершковича по обвинению в «шпионаже»[68].
  - Впервые в американской истории большое жюри Нью-Йорка предъявило бывшему президенту США Дональду Трампу обвинение, связанное с выплатой денег за молчание порноактрисе Сторми Дэниэлс незадолго до выборов 2016 года[69].

### Апрель
- 2 апреля:

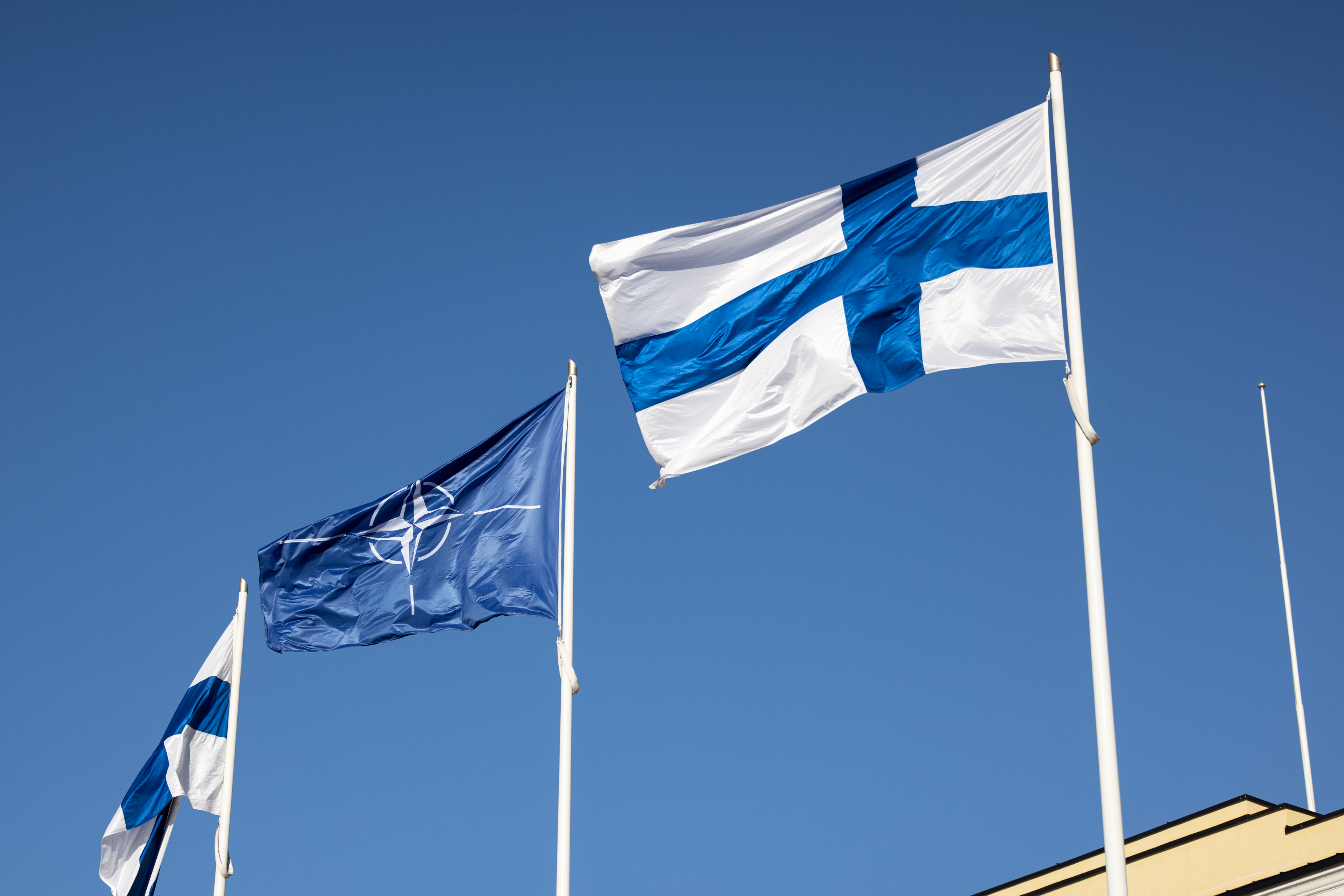
Финляндия вступает в НАТО

  - Выборы президента Черногории[70]. Победу одержал Яков Милатович[71].
  - Парламентские выборы в Болгарии[72].
  - Парламентские выборы в Финляндии[73].
  - Террористический акт в кафе Санкт-Петербурга, в результате которого погиб военный корреспондент и пропагандист Владлен Татарский[74].
- 4 апреля:
  - Финляндия вступила в НАТО[75][76].
  - Арестован бывший президент США Дональд Трамп[77].
- 11 апреля:
  - Гражданская война в Мьянме: в деревне Пазичжи[англ.] более 100 человек убиты ВВС Мьянмы[англ.] во время празднования открытия административного офиса Народных сил обороны[78].
  - В Италии объявлен режим чрезвычайной ситуации из-за миграционного кризиса, связанного с наплывом нелегальных мигрантов. Срок действия режима ЧС составит полгода[79][80].
- 14 апреля — запуск Европейским космическим агентством космического аппарата «JUICE», предназначенного для исследования спутников Юпитера[81].
- 15 апреля:
  - Завершение атомной электрогенерации в Германии[82][83].
  - В Судане вспыхнули бои между Суданскими вооружёнными силами и военизированными Силами быстрого реагирования (СБР). СБР захватили международный аэропорт Хартума и президентский дворец в Хартуме[84][85].
- 18 апреля:
  - Пожар в частной больнице Пекина. Погибли 29 человек, 39 пострадали[86][87].
  - В Минске на месте бывших McDonald’s открыли рестораны быстрого питания Mak.by[88].
- 19 апреля — по меньшей мере 90 человек погибло и 322 ранено в результате давки во время благотворительного мероприятия Рамадан в Сане, Йемен[89][90].
- 25 апреля — в Москве открылся первый ресторан Rostic’s после ухода KFC[91][92].
- 29 апреля — в Японии сняли все ограничения по коронавирусу[93].
- 30 апреля:
  - Всеобщие выборы в Парагвае. Победу одержал Сантьяго Пенья от Партии Колорадо[94].
  - Первый тур выборов башкана в Гагаузии[95].

### Май
- 1 мая — подрыв грузовых вагонов на железнодорожной станции Унеча Брянской области[96].
- 2 мая — Гильдия сценаристов США начала забастовку[97][98][99]
- 3 мая:
  - Атака БПЛА на Московский Кремль[100].
  - В результате стрельбы в начальной школе Белграда погибло 9 человек, 6 ранено[101].
- 5 мая — ВОЗ объявила об окончании пандемии COVID-19 и отмене чрезвычайной ситуации в области здравоохранения, введённой в январе 2020 года[102].
- 6 мая:
  - Коронация Карла III и Камиллы как короля и королевы Соединённого Королевства и других королевств Содружества в Вестминстерском аббатстве в Лондоне[103].
  - В Нижнем Новгороде взорвана машина Захара Прилепина, в результате чего Прилепин ранен, а водитель погиб[104][105].

- 7 мая:

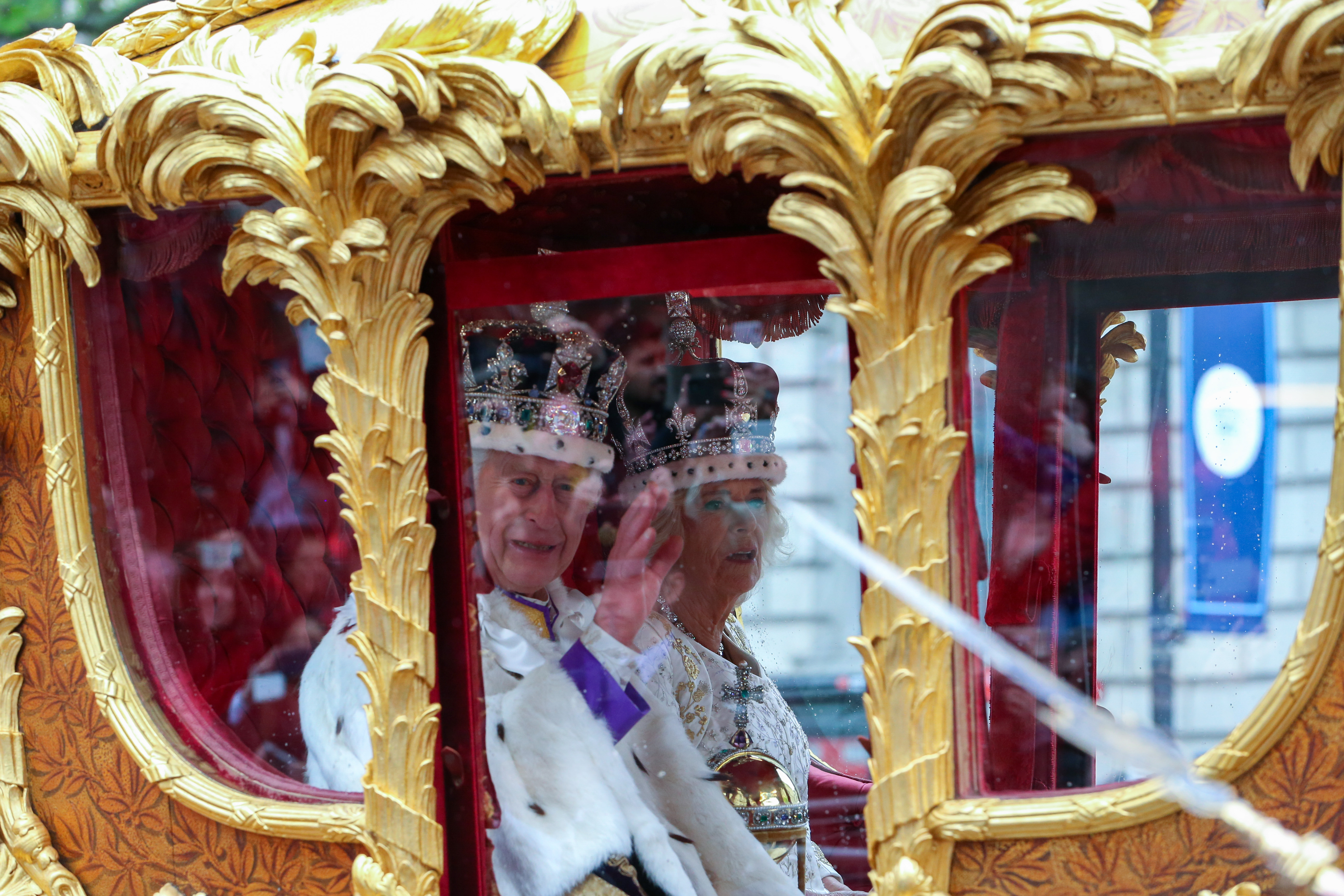
Король Карл III и королева Камилла в карете на коронации

  - Сирия повторно принята в Лигу Арабских государств после приостановки с 2011 года[106][107][108].
  - Япония приравняла коронавирус к категории сезонного гриппа[109][110].
- 9—13 мая — проведён 67-й конкурс песни «Евровидение» в Ливерпуле, Великобритания[111][112][113].
- 11 мая — парламент Молдовы проголосовал за выход из соглашения о работе телеканала Мир[114].
- 12—28 мая — чемпионат мира по хоккею с шайбой[115][116][117].
- 14 мая:
  - Проведены парламентские и первый тур президентских выборов в Турции[118].
  - Всеобщие парламентские выборы в Таиланде[119][120][121]. Победу одержала оппозиционная прогрессивистская антивоенная партия Движение вперёд[122].
  - Второй тур выборов башкана в Гагаузии. Победу одержала Евгения Гуцул[123].
- 21 мая — вторжение России на Украину: Россия заявила об оккупации города Бахмута.
- 22—23 мая — бои в Белгородской области[124]. Введение режима контртеррористической операции на территории области[125]. Повторный рейд прошёл 1-5 июня.
- 24—25 мая — прошёл II-й Евразийский экономический форум в Москве, на котором также прошло очередное заседание Высшего Евразийского экономического совета стран-участниц ЕАЭС[126].
- 26 мая — российская ракета разрушила больницу в Днепре. Пострадали более 30 человек[127][128].
- 28 мая — второй тур выборов президента Турции[129]. Эрдоган побеждает Кылычдароглу с 52,18 % голосов и выигрывает третий срок на посту президента[130].
- 29 мая — президент России Владимир Путин подписал закон о денонсации ДОВСЕ[131][132].
- 30 мая:
  - Атака БПЛА на Новомосковский административный округ и Профсоюзную улицу в Москве[133].
  - Стоимость акций производителя чипов Nvidia на фондовом рынке достигла 1 трлн долл[134][135].
- 31 мая — президентские выборы в Латвии[136]. Избран Эдгар Ринкевич[137].

### Июнь

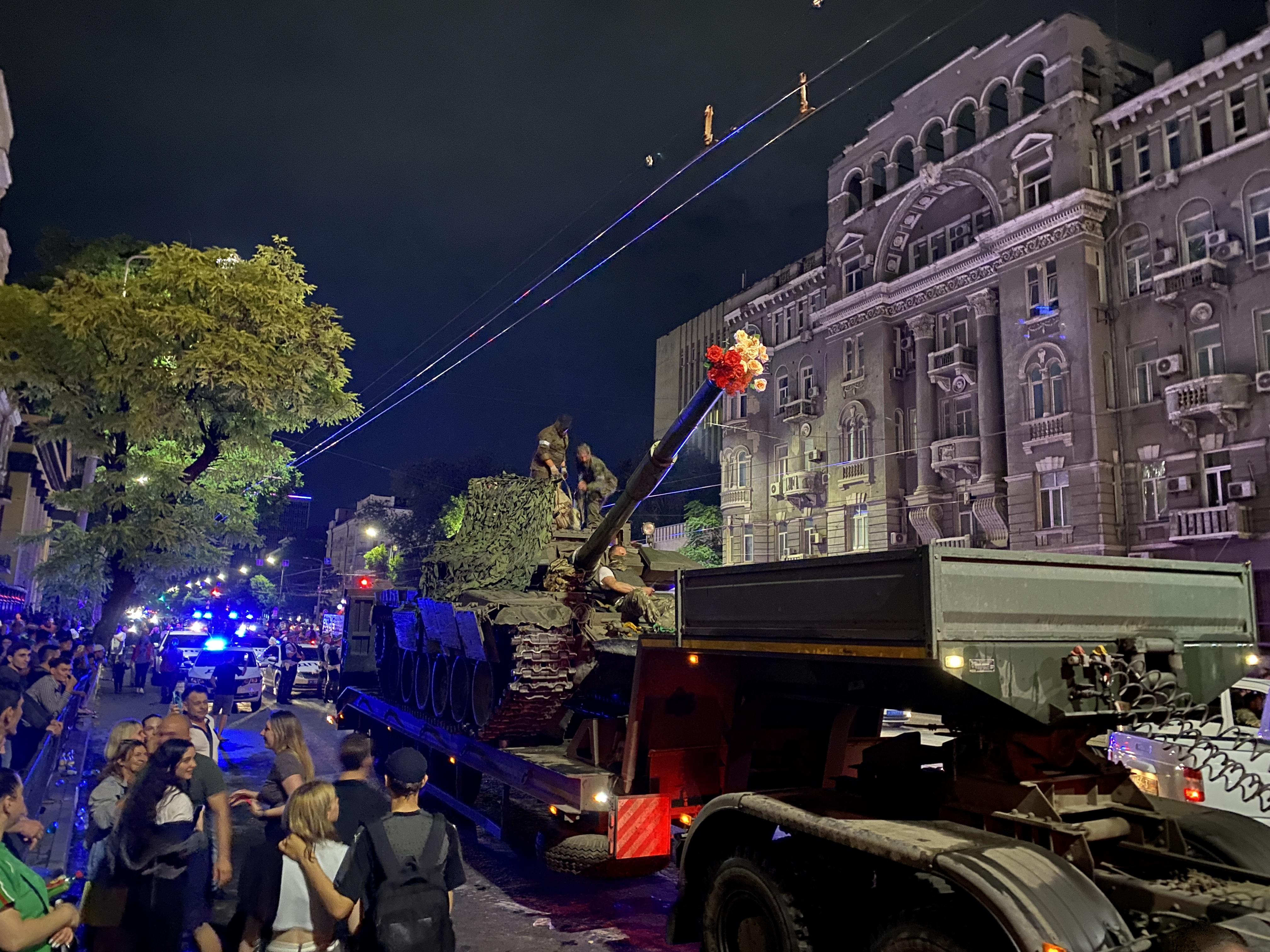
Танк с цветами в пушке на Будённовском проспекте в Ростове-на-Дону после окончания мятежа ЧВК «Вагнер», 24 июня 2023

- 2 июня — столкновение поездов в Индии, погибло 294 человека и более 1000 получили ранения[138].
- 6 июня — подрыв Каховской ГЭС[139][140]; подтопление ряда населённых пунктов на правом и левом берегах Днепра и эвакуация их жителей[141].

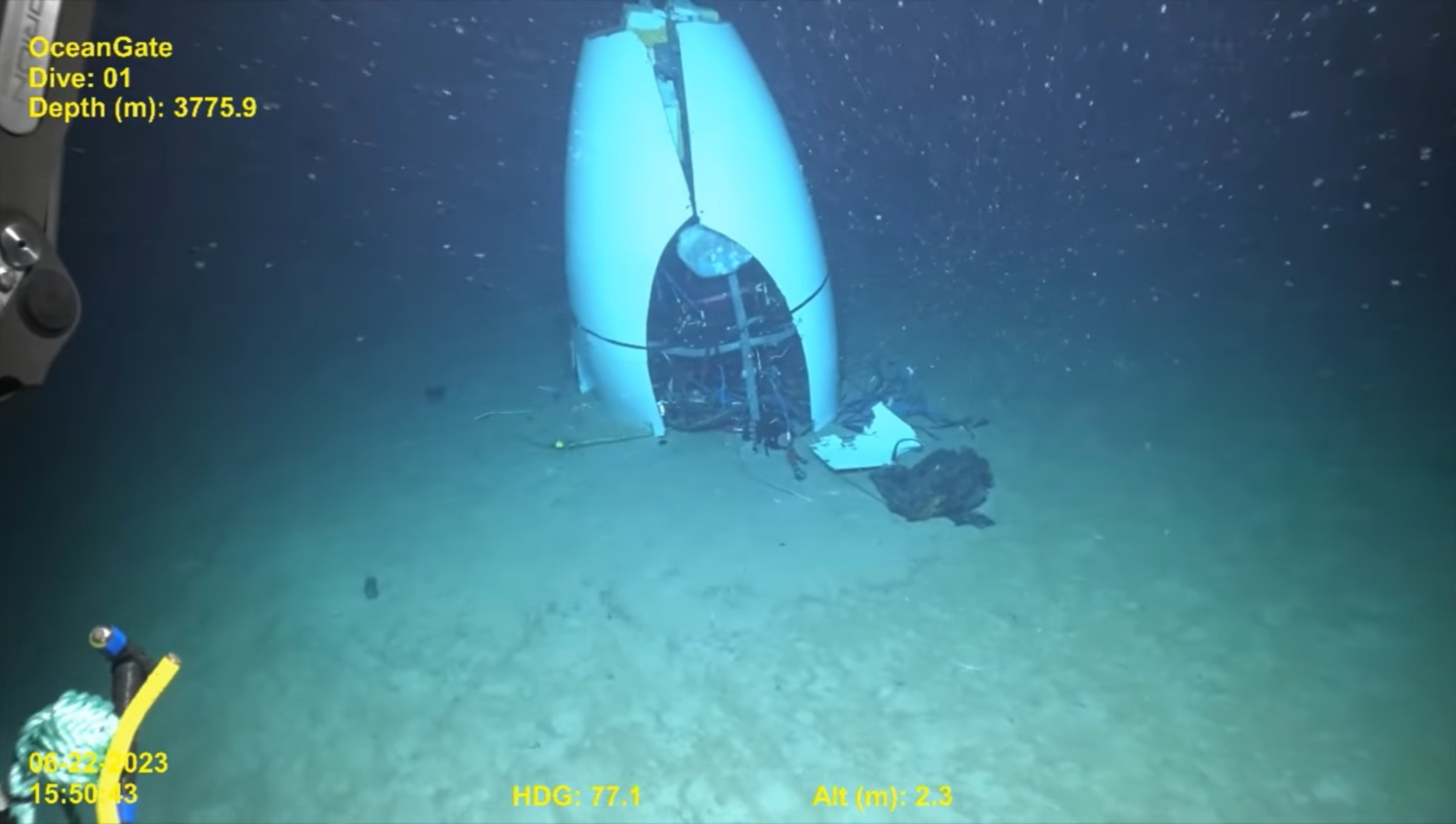
Катастрофа подводного аппарата «Титан», 22 июня 2023

- 18 июня — крушение батискафа «Титан»[142].
- 19 июня — в Молдове решением Конституционного суда была запрещена пророссийская партия Шор[143].
- 20 июня:
  - Правительство Санны Марин ушло в отставку. Новым премьер-министром Финляндии стал Петтери Орпо[144][145].
  - Эстония стала первой страной на постсоветском пространстве, узаконившей однополые браки[146].
- 23 июня — объявлено об обнаружении 137 очагов чумы в 17 регионах Монголии[147][148][149][150].
- 23—24 июня:
  - Мятеж, организованный ЧВК «Вагнер». В ходе мятежа «вагнеровцами» был захвачен Ростов-на-Дону, а также убито 15 военных ВС РФ[151][152].
  - Введение режима контртеррористической операции в Москве, Московской и Воронежской областях[153].
- 27 июня — убийство подростка арабского происхождения в Нантере спровоцировало массовые беспорядки[154].

### Июль
- 4 июля — в Чечне избиты журналистка Елена Милашина и адвокат Александр Немов[155].
- 6 июля — средняя температура на Земле достигла нового рекорда — 17,23 градуса[156][157][158][159].
- 9 июля — досрочные выборы президента Узбекистана[160]. Победу одержал действующий президент Шавкат Мирзиёев[161].
- 11 июля — закончилась расширенная поддержка Windows Embedded 8 и Windows Embedded 8.1[162].
- 11—12 июля — Саммит НАТО в Вильнюсе[163].
- 14 июля — началась забастовка Гильдии киноактёров США. В забастовке принимают участие 160 000 актёров[164][165][166][167].
- 17 июля — второй взрыв на Крымском мосту[168].
- 18 июля — «Вояджер-2» обогнал «Пионера-10» как второй по расстоянию от Солнца космический аппарат[169][170].
- 23 июля — досрочные парламентские выборы в Испании[171].
- 26 июля — военный переворот в Нигере. Захвачена резиденция президента Мохамеда Базума[172].
- 27 июля — президент Нигера Мохамед Базум отстранён от власти[173].
- 28 июля — взрыв ракеты в Таганроге. Пострадали 22 человека[174].
- 29 июля — ураган в Поволжье: погибли 10 человек, 76 ранены[175].
- 31 июля — в Великобритании выявлен новый штамм коронавируса EG.5.1 (Eris), субвариант омикрона, что сразу привело к повторному закрытию нескольких городов Великобритании на карантин[176][177].

### Август

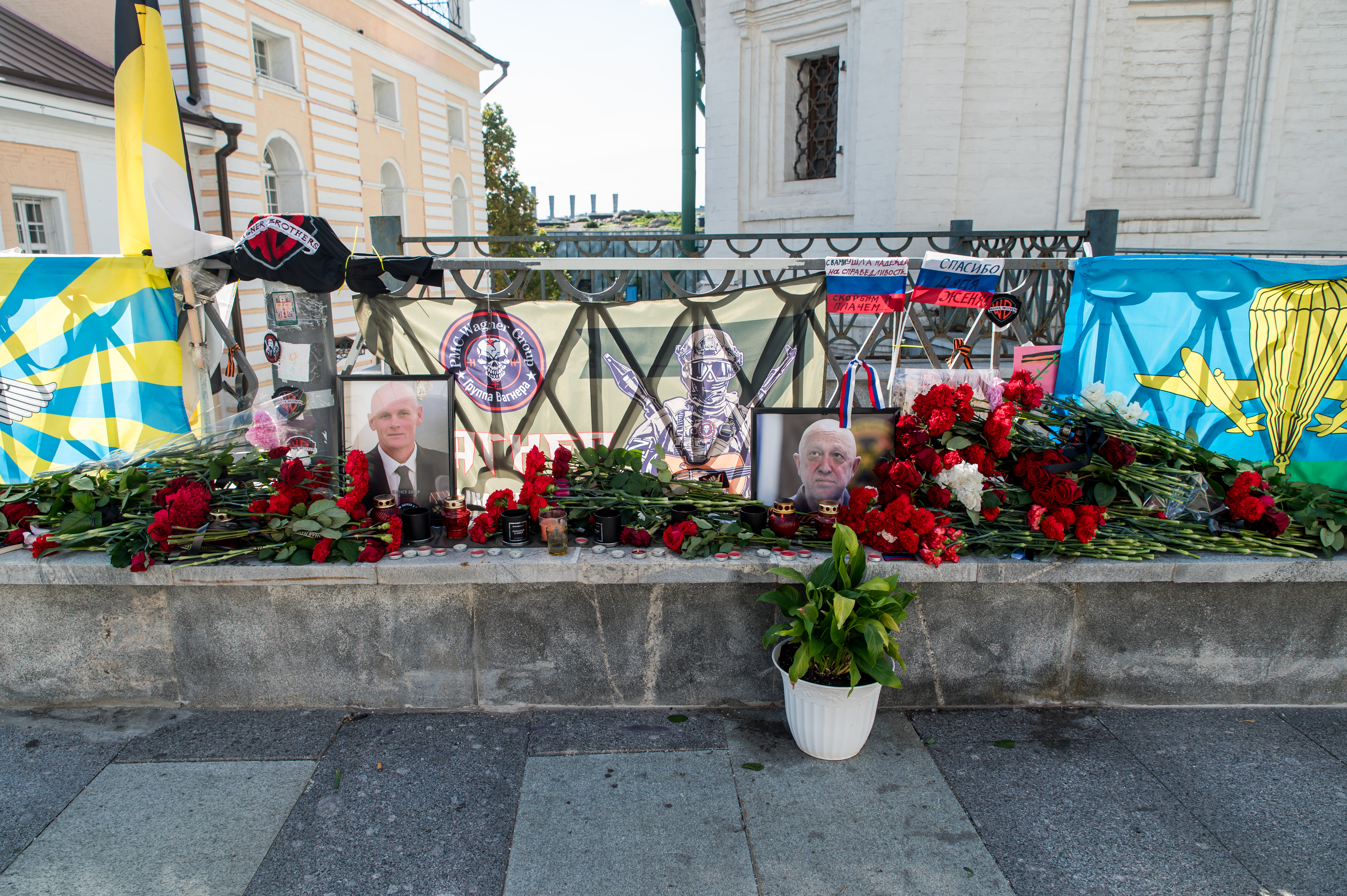
Мемориал руководству «ЧВК Вагнер», погибшему в авиакатастрофе 23 августа 2023 года в Тверской области, 25 августа 2023

- 4 августа — число пользователей платных подписок Apple достигло одного миллиарда[178].
- 6 августа — сильное землетрясение в Китае магнитудой 5,5 на границе провинции Шаньдун и Хэбэй[179].
- 9 августа:
  - Вступил в силу запрет ввоза японских автомобилей в Россию.
  - Убит кандидат в президенты Эквадора Фернандо Вильявисенсио[180][181].
  - Взрыв на территории Загорского оптико-механического завода: погиб 1 человек, 8 пропали без вести, более 80 пострадали. Повреждены 92 многоквартирных дома, 30 частных и садовых домов, суд, 2 школы, спорткомплекс, 13 магазинов и 3 производственно-складских помещения[182][183].
  - Президент Пакистана распустил парламент страны[184][185].
- 14 августа:
  - Взрыв на автозаправочной станции в Махачкале. Погибли 37 человек, около 100 пострадали[186].
  - В Эквадоре убит лидер оппозиционного движения «Гражданская революция» Педро Брионес[187][188].
- 15 августа — наводнение в Приморском крае[189].
- 16 августа — государственный долг Италии достиг 2,9 триллиона евро, что составило исторический максимум[190][191].
- 22 августа — XV саммит БРИКС в ЮАР[192].
- 23 августа:
  - Всеобщие выборы в Зимбабве[193].
  - Индийский «Чандраян-3» стал первым космическим аппаратом, совершившим посадку вблизи южного полюса Луны[194].
  - Катастрофа Embraer Legacy 600 под Куженкином[195]. Гибель руководителей ЧВК «Вагнер» Евгения Пригожина и Дмитрия Уткина[196].
- 30 августа — военный переворот в Габоне. Свергнут президент Али Бонго Ондимба[197]. Президентом Габона назначен генерал Брис Олиги Нгема[198].

### Сентябрь

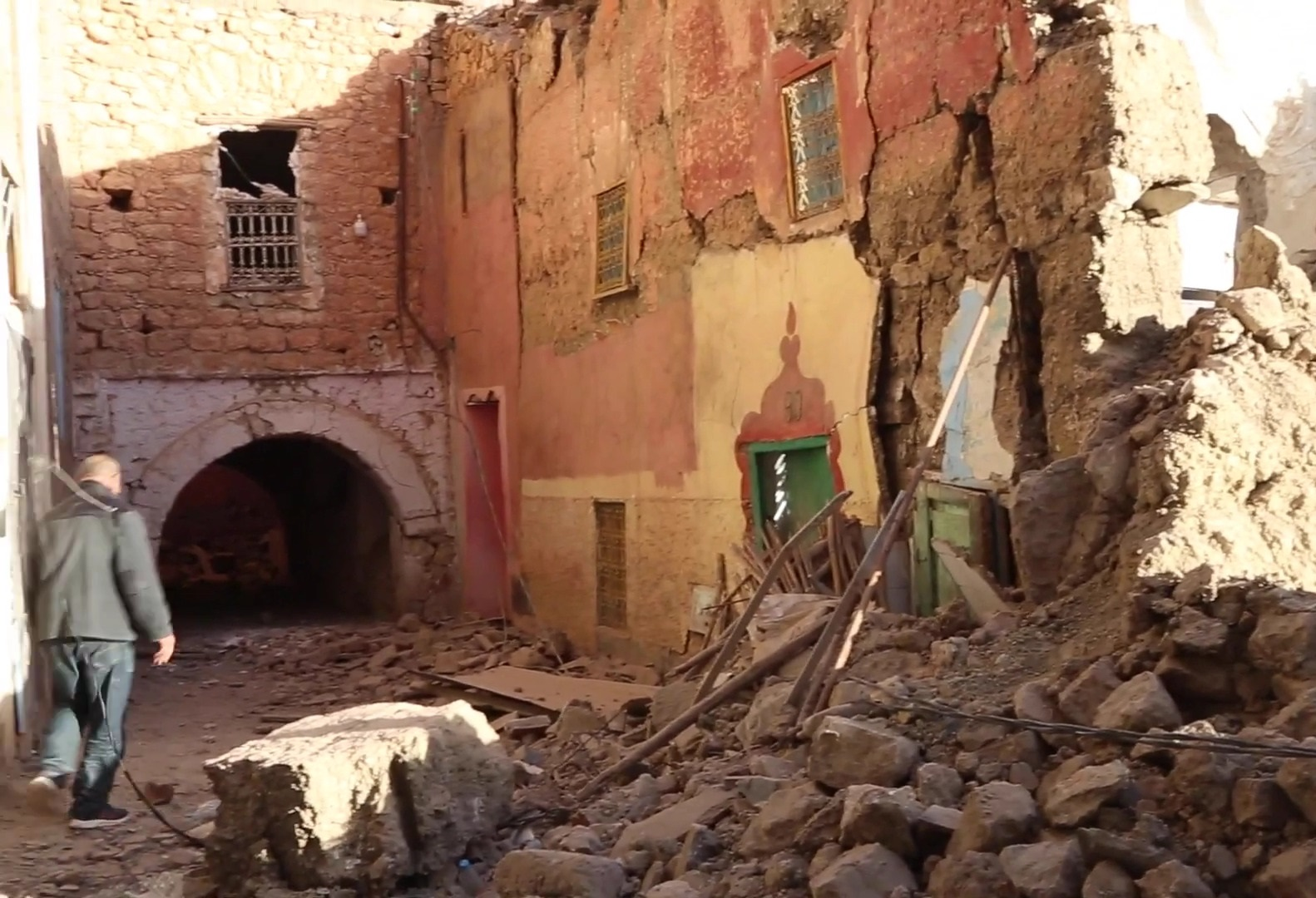
Последствия землетрясения в Марокко, 9 сентября 2023

- 1 сентября — вступил в силу запрет аренды электросамокатов в Париже[199].
- 8 сентября — землетрясение в Марокко. Погибло более 2000 человек[200].
- 9 сентября — на 18-м саммите G20 в Нью-Дели Африканский союз был объявлен 21-м постоянным членом G20[201].
- 9—10 сентября — саммит глав государств G20 в Нью-Дели (Индия)[202][203][204].
- 10 сентября:
  - Единый день голосования в России[205].
  - Шторм «Даниэль», средиземноморский тропический циклон, который обрушился на Ливию. В результате более 7 тыс. человек погибло, а ещё 9 тыс. пропало без вести[206][207].
- 13 сентября — визит Ким Чен Ына в Россию[208][209].

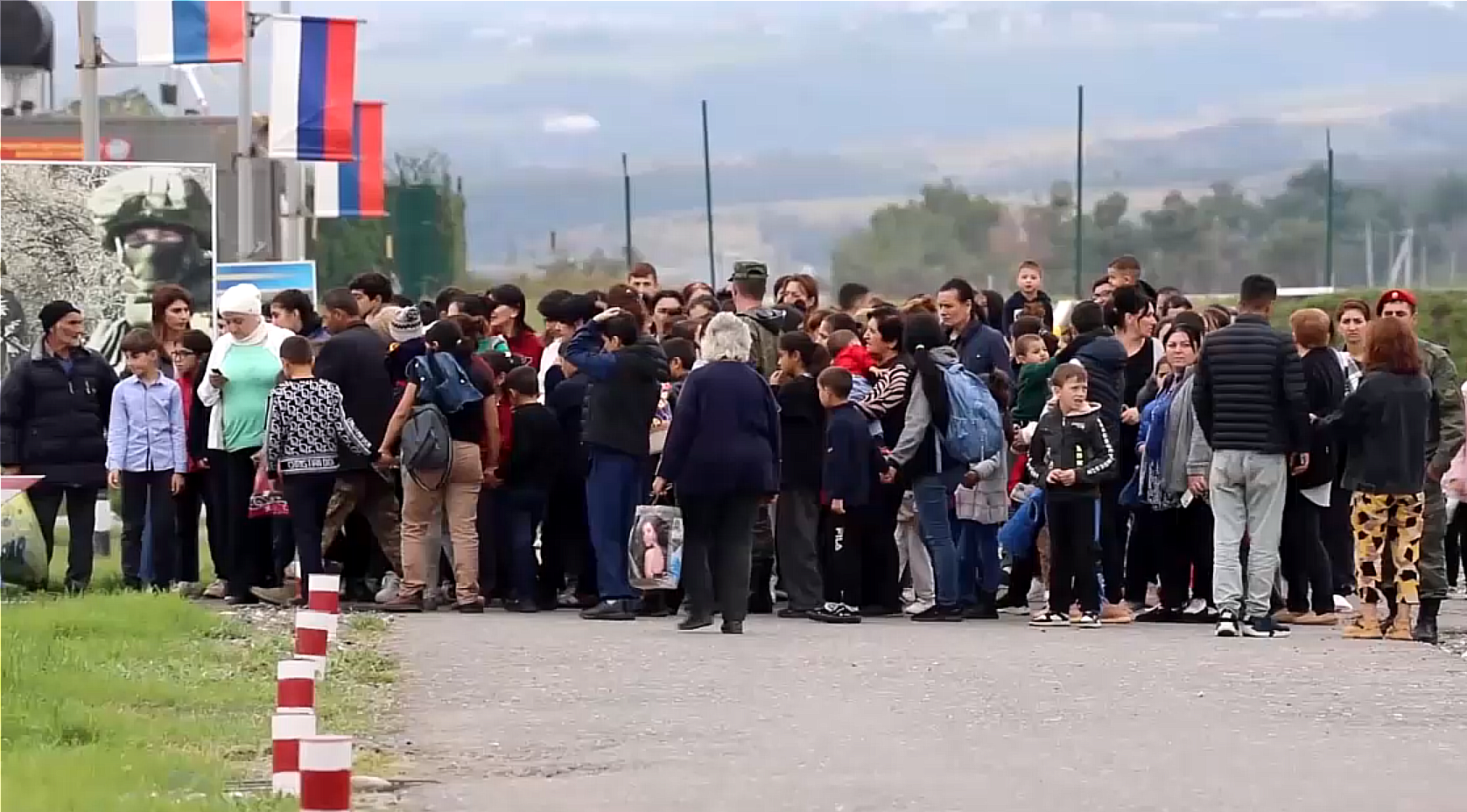
Этнические армяне Нагорного Карабаха ищут спасения у российских миротворцев, 21 сентября 2023

- 19—20 сентября — столкновения в Нагорном Карабахе[210][211][212]. По итогам однодневного военного конфликта НКР согласилась расформировать собственные вооружённые силы и прекратить своё существование[213][214][215]. Поражение НКР привело к массовому исходу армян из Нагорного Карабаха[216][217].
- 20 сентября — взрыв газа в многоквартирном доме в Балашихе. Погибли 7 человек, 20 пострадали[218].
- 22 сентября — ракетный удар по штабу Черноморского флота ВМФ России[219].
- 24 сентября — состоялось возвращение американской межпланетной станции «OSIRIS-REx» к Земле после миссии к астероиду (101955) Бенну и сбрасывание капсулы с грунтом на Землю[220][221].
- 25 сентября — взрыв на топливном складе в Нагорном Карабахе. Погибли 170 человек, 300 пострадали[222][223].
- 28 сентября — Глава НКР Самвел Шахраманян подписал указ о прекращении существования Нагорно-Карабахской Республики с 1 января 2024 года[224][225].
- 30 сентября — парламентские выборы в Словакии[226]. Партия «Курс — социальная демократия» под руководством бывшего премьер-министра Роберта Фицо получает большинство мест в Национальном совете, и эта победа вызвала международную критику из-за её предполагаемой русофилии[227][228].

### Октябрь
- 3 октября:
  - Ратификация Арменией Римского статута Международного уголовного суда[229][230].
  - Палата представителей США впервые в американской истории отправила спикера Кевина Маккарти в отставку[231][232].
- 7 октября:
  - Землетрясения в Герате (2023).
  - Вторжение ХАМАС в Израиль[233]. В ответ на проникновение боевиков Израиль начал операцию «Железные мечи»[234]. В стране были объявлены чрезвычайное положение и всеобщая мобилизация[235][236].
- 8 октября — Израиль объявил о переходе в состояние войны впервые с 1973 года[237][238]. В этот же день начались протесты против вторжения ХАМАСа и войны в Израиле.
- 9 октября — Министр обороны Израиля Йоав Галант объявил полную блокаду сектора Газа[239].
- 10 октября — завершение расширенной поддержки «Windows Server 2012» и «Windows Server 2012 R2»[240][241].
- 15 октября:
  - Парламентские выборы в Польше[242].
  - Выборы президента в Эквадоре. Победу одержал Даниэль Нобоа[243].
- 16 октября — стрельба в Брюсселе, двое шведских футбольных болельщиков были убиты и один получил ранения[244].
- 22 октября:
  - Парламентские и президентские выборы в Аргентине[245].
  - Парламентские выборы в Швейцарии. Швейцарская народная партия сохраняет своё большинство в Национальном совете[246].
- 25 октября — Майк Джонсон избран спикером Палаты представителей США[247].
- 27 октября — Израиль начал крупномасштабное наземное наступление на севере сектора Газы[248][249].
- 28 октября — пожар на шахте имени Костенко в Карагандинской области (Казахстан). Погибли 46 человек[250].
- 29 октября — антисемитские беспорядки в махачкалинском аэропорту Уйташ[251].

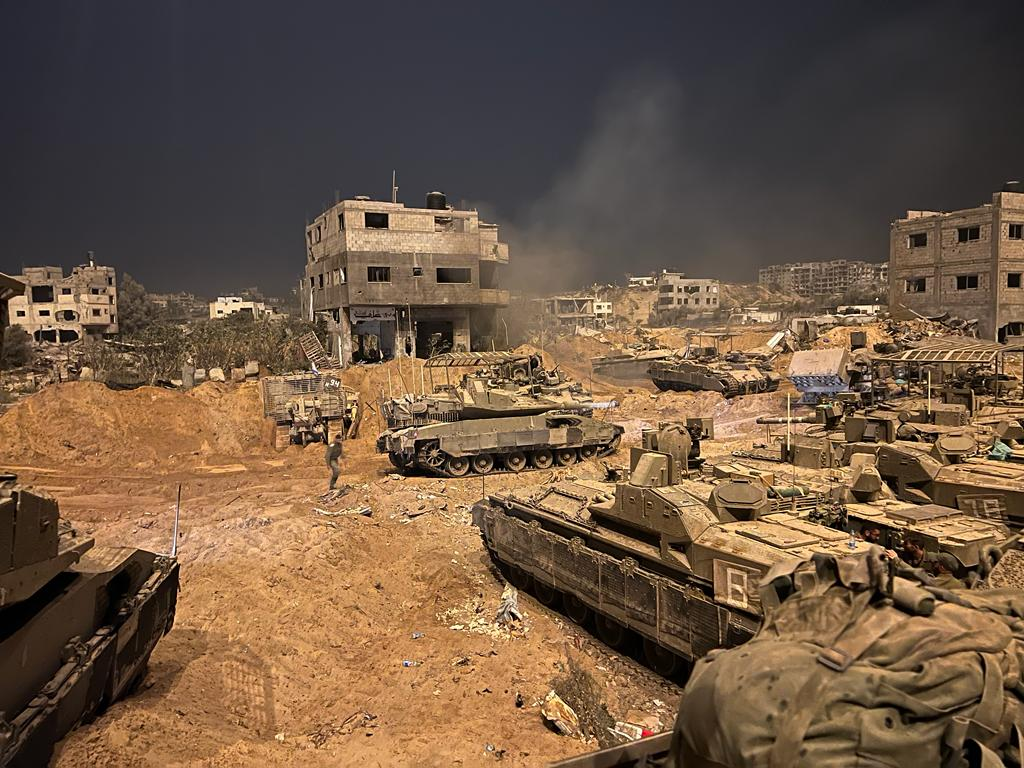
Силы Армии обороны Израиля во время войны в Газе

### Ноябрь
- 1 ноября — президент Сербии Александр Вучич объявил о роспуске парламента[252].
- 4 ноября — землетрясение в Непале магнитудой 6,4. Погибло 128 человек, более сотни ранены[253].
- 10 ноября — президент Португалии Марселу Ребелу де Соуза распустил парламент[254].
- 16 ноября — саммит США—КНР в Сан-Франциско[255].
- 19 ноября — второй тур президентских выборов в Аргентине[256]. Победу одержал Хавьер Милей[257].
- 22 ноября — всеобщие выборы в Нидерландах[258]. Победу одержала правая партия Свободы.
- 23 ноября — массовые беспорядки в Дублине (Ирландия), вызванные нападением алжирского эмигранта на школьников[259].
- 26 ноября — детское «Евровидение — 2023» прошло в Ницце, Франция[260]. Победила Зои Клозюр из Франции[261].
- 30 ноября — 12 декабря — 28-я Конференция ООН по изменению климата[262][263].
- 30 ноября — Бразилия объявляет, что присоединится к ОПЕК+ на заседании организации для обсуждения стратегии добычи нефти в 2024 году[264].

### Декабрь

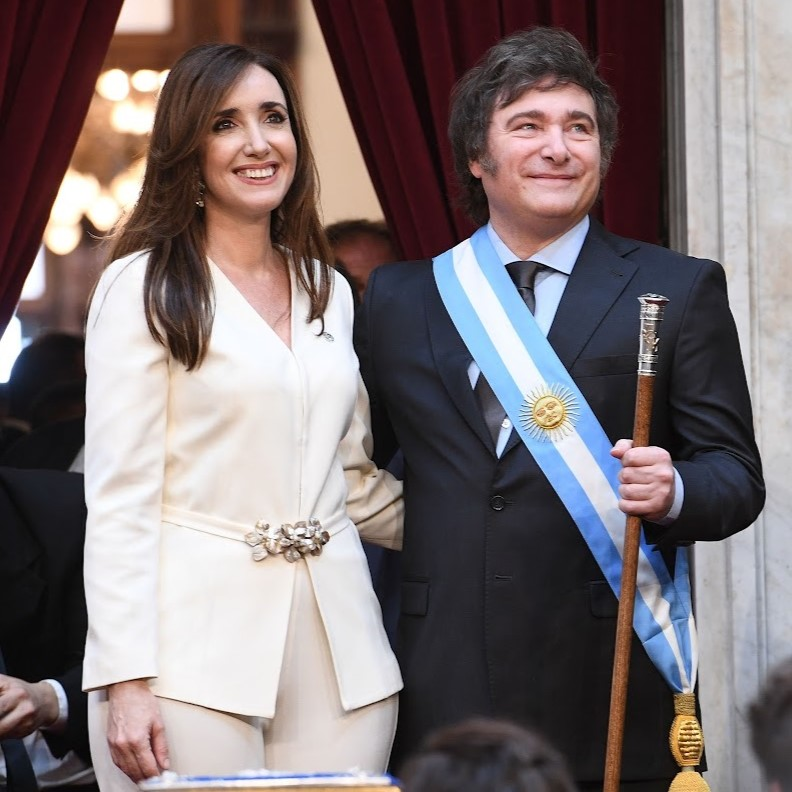
Президент Аргентины Хавьер Милей и вице-президент Виктория Вильярруэль на инаугурации, 10 декабря 2023

- 1 декабря — парламентские выборы в Нидерландах выиграла Партия свободы[265].
- 3 декабря — гайанско-венесуэльский кризис: Венесуэла голосует за аннексию спорной территории Гуаяна-Эсекиба, которая в настоящее время находится под контролем соседней Гайаны, и включение этой территории в состав Венесуэлы в качестве нового государства[266].
- 6 декабря — президент Венесуэлы Николас Мадуро начал реализацию плана аннексии богатого нефтью региона Гуаяна-Эсекиба, который принадлежит соседней Гайане[267].
- 7 декабря — стрельба в гимназии № 5 в Брянске, погибло два человека (в том числе нападавшая) и пятеро ранены[268].
- 8 декабря — президент В. В. Путин объявил на церемонии награждения о своём желании баллотироваться в президенты на выборах[269].
- 10 декабря — инаугурация избранного президента Аргентины Хавьера Милея[270].
- 10—12 декабря — президентские выборы в Египте[271]. Избран Абдель Фаттах Ас-Сиси.
- 17 декабря — внеочередные выборы в Народную скупщину (парламент) Сербии[272].
- 18 декабря
  - В ответ на участившиеся нападения хуситов на международные морские суда США и коалиция из 20 стран начали операцию «Страж процветания» в Красном море.
  - Землетрясение в Китае в провинциях Ганьсу и Цинхай. Погибло по меньшей мере 118 человек[273].
- 19 декабря — начало акции протеста оппозиции в Сербии[274].
- 21 декабря
  - Ангола объявила о выходе из ОПЕК[275].
  - Стрельба на философском факультете Карлова университета в Праге, Чехия. 15 человек погибли (включая стрелка) и 24 ранены[276].
- 25 декабря — вторжение России на Украину: бои за Марьинку завершились оккупацией города Россией.
- 26—27 декабря — акции протеста оппозиции в Абхазии в связи с передачей в собственность России государственной дачи в Пицунде[277].
- 29 декабря — вторжение России на Украину: Вооружённые силы РФ обстреляли украинские города самой крупной с начала войны волной беспилотников и ракет в ходе ночного штурма, убив по меньшей мере 39 человек и ранив ещё по меньшей мере 160 человек[278][279].
- 30 декабря — Вооружённые силы Украины атаковали Белгород, в результате чего погибли 25 человек, ещё 109 получили ранения[280][281].

## Персоны года
Человек года по версии журнала Time — американская певица Тейлор Свифт.